# Comrie-Gletscher
Der Comrie-Gletscher ist ein 21 km langer Gletscher an der Graham-Küste des Grahamlands auf der Antarktischen Halbinsel. Er fließt in westlicher Richtung zum Kopfende der Bigo Bay.
Teilnehmer der Fünften Französischen Antarktisexpedition (1908–1910) unter der Leitung des Polarforschers Jean-Baptiste Charcot sichteten ihn als Erste im Jahr 1909 und nahmen eine grobe Vermessung vor. Eine neuerliche Vermessung erfolgte zwischen 1935 und 1936 bei der British Graham Land Expedition (1934–1937) unter der Leitung des australischen Polarforschers John Rymill. Namensgeber ist der neuseeländische Astronom Leslie John Comrie (1893–1950), Leiter des HM Nautical Almanac Office im Jahr 1934, welcher Rymills Forschungsreise mit Kopien des nautischen Almanachs versorgte, die bis in das Jahr 1937 datierten.